# Juli Furtado

Juliana Furtado, detta Juli, (New York, 4 aprile 1967) è un'ex mountain biker, ciclista su strada e sciatrice alpina statunitense.
Ha iniziato la sua carriera sportiva con lo sci, passando poi alla mountain bike dopo aver subito diversi infortuni al ginocchio, che le avrebbero impedito di continuare la carriera di sciatrice.
Durante la sua carriera di ciclista ha vinto un titolo nazionale su strada, due titoli mondiali nel mountain biking (uno nel cross country e uno nel downhill), tre Coppe del mondo di cross country e cinque titoli nazionali, rappresentando inoltre il suo paese ai Giochi olimpici di Atlanta 1996.

## Biografia
Furtado è nata il 4 aprile 1967 da genitori statunitensi di origini portoghesi (i nonni paterni erano infatti originari dell'isola di São Miguel). Inizia a sciare all'età di due anni e a nove, in seguito al trasferimento in Vermont con la famiglia, inizia a prendere parte alle sue prime gare di sci. 
Frequenta la Stratton Mountain School, una scuola superiore specializzata nella formazione di giovani atleti in sport olimpici invernali quali lo sci e lo snowboard; all'età di 15 anni diventa il membro più giovane della squadra di sci nazionale degli Stati Uniti, per la quale gareggia dal 1982 al 1987. Costretta a subire diverse operazioni al ginocchio, le speranze di gareggiare alle Olimpiadi di sci sfumano e Furtado decide, pur continuando a competere come sciatrice agonistica, di frequentare l'Università del Colorado Boulder dove si laureerà in Marketing. Nel corso di una gara è costretta a fermarsi per le ferite al ginocchio: in seguito a questo evento la sciatrice deciderà di ritirarsi dallo sci agonistico per dedicarsi al ciclismo.

## La carriera da ciclista
Nel 1989, il suo primo anno di gare come ciclista, vince il Campionato Nazionale statunitense su strada. Inizierà in seguito ad allenarsi con la mountain bike e nel 1990, ancora una volta nel suo primo anno di competizione, vince l'evento di fondo (insieme a Ned Overend), il primo Campionato Mondiale ufficiale di mountain bike, che si è tenuto a Durango, in Colorado. Nel 1992 vince il Campionato del Mondo di Downhill e tre anni dopo, nel 1995, conquista sia la Coppa del Mondo di cross country sia i campionati NORBA (autorità di gara nazionale degli Stati Uniti), oltre alla medaglia d'argento ai Giochi panamericani. 
Nel 1996 partecipa alle Olimpiadi di Atlanta, classificandosi al settimo posto. Le verrà diagnosticato il Lupus, una malattia autoimmune che la porterà ad annunciare il suo definitivo ritiro dalle competizioni a causa delle sue condizioni fisiche. La sua malattia è attualmente sotto controllo.

## Filantropia
Dopo il ritiro Furtado ha avviato un'azienda per progettare e produrre componenti MTB specifici per donna, come manubri, impugnature e attacchi.
I suoi progetti sono stati raccolti dalla Santa Cruz Bikes, che svilupperà la prima mountain bike cross-country in alluminio specifica per donne che verrà chiamata "Juliana", in suo onore. Diventata, in seguito, direttrice della sponsorizzazione e del marketing di base per la Santa Cruz Bikes, a Santa Cruz, in California, nel 2013 sviluppa il concetto del telaio e dei componenti associati della MBT Juliana, dando vita a una linea completa di mountain bike da donna completamente equipaggiate: una novità per la Santa Cruz Bikes, che era fino ad allora principalmente produttrice di telai e componenti MBT. La linea Juliana ha 5 modelli che comprendono una delle gamme MTB da donna più vaste del mondo nel settore.

## Vita privata
Nel 1998, viene pubblicato "Rugged Racer", biografia che si concentra sulle lotte e sui successi di Juliana nel suo costante rincorrere il sogno agonistico di sciatrice prima e ciclista poi. Nonostante la brevissima carriera di mountain biker, di soli sei anni, Juliana è riuscita a ottenere il Guinness World Record per la maggior presenza di primi posti in carriera in MTB (per entrambi i sessi); al tempo in cui il premio le venne assegnato le sue vittorie totali di carriera erano persino superiori a tutte le vittorie totali combinate dell'uomo di maggior successo, Ned Overend, rendendo Juli Furtado l'atleta di maggior successo in assoluto in mountain bike.
Ha avuto un figlio nel 2008 e attualmente lavora con la squadra di sci nazionale degli Stati Uniti come sostenitrice degli atleti ritirati.
È stata inserita nella Mountain Bike Hall of Fame nel 1993 e nella United States Bicycling Hall of Fame nel 2005.

## Palmarès

### MTB
- 1990

Campionati del mondo, Cross country (Durango)
- 1992

Campionati del mondo, Downhill (Bromont)
- 1993

Classifica generale Coppa del mondo, Cross country
- 1994

Classifica generale Coppa del mondo, Cross country
- 1993

Classifica generale Coppa del mondo, Cross country

### Strada
- 1989

Campionati statunitensi, Prova in linea